# Fobija
Fobija (grč. phóbos, 'strah', 'bijeg') izraženi je trajni strah, najčešće prekomjeran ili neopravdan, koji se pojavljuje u vezi očekivanja specifičnog objekta ili situacije.
Većina se ljudi boji visine ili pauka, ali taj ih strah ne ometa u svakidašnjem životu. Takav strah postaje fobija kada ih onemogućuje u aktivnostima koje su dotad s lakoćom obavljali ili uživali u njima. 

## Jednostavna fobija
Jednostavna ili specifična fobija je trajni, bezrazložni strah uzrokovan prisutnošću ili zamišljanjem specifičnog objekta ili situacije koji ne predstavljaju stvarnu opasnost. Izloženost objektu ili situaciji dovodi do trenutne reakcije u smislu visokog stupanja anksioznosti ili pak do pokušaja njihova izbjegavanja. Simptomi povezani s fobijom ili model izbjegavajućeg ponašanja vezan za određene objekte ili situacije može u značajnijoj mjeri utjecati na sposobnost svakodnevnog funkcioniranja. Odrasli sa specifičnom fobijom prepoznaju da je strah pretjeran i bezrazložan, ali usprkos tome ne mogu mu se oduprijeti. Izraženi su fizički simptomi: pojačano znojenje dlanova, crvenilo na licu, lupanje srca, bol u prsima, osoba ima osjećaj da nema zraka (osjeća da će se ugušiti), drhtanje ruku i nogu, podrhtavanje glasa.
U jednostavne fobije spadaju:
- Fobije od životinja (zoofobija) — strah od određenih životinje, na primjer zmija, pauka (arahnofobija), ptica, miševa, štakora. Ovo su najučestalije specifične fobije.
- Fobije od prirodnih pojava — potresa, poplava, grmljavine, tuče.
- Fobije od krvi i ozljeda — strah od prizora krvi, vađenja krvi, od infekcija, ozljeda.
- Situacijske fobije — uključuju strah od specifične situacije, na primjer strah od letenja avionom, vožnje automobilom, strah od liftova, strah od zatvorenog (klaustrofobija) ili otvorenog prostora (agorafobija), visine (akrofobija), strah od izolacije i samoće (monofobija).
- Ostale fobije — strah od padanja, glasnih zvukova, strah od zubara (dentofobija), strah od zamaskiranih osoba (npr. klaunova kod djece).

### Terapija
Sustavna desenzitacija — postupno izlaganje osobe predmetu ili situacije koje se boji. Idući od najblažeg straha pa do najvećeg, tj. najgoreg. Takvu vrstu izlaganja potrebno je više puta ponavljati, da bi na kraju završila uspješno. Uspješno će je završena tek onda kada se osoba prestane osjećati nelagodno u situaciji koja joj je bila strašna. Ujedno, u toj se situaciji radi tehnika relaksacije.
Tehnika preplavljivanja - izlaganje osobe odmah u najgoru fazu straha i suočavanje sa strahom. Da bi terapija bila uspješna. osoba treba biti u toj fazi izlaganja duže od sat vremena.
Također se mogu koristiti lijekovi kao što su anksiolitici, međutim njihova dugotrajna upotreba nije preporučljiva

## Socijalna fobija
Socijalna fobija je strah od socijalnih (društvenih) situacija. Osoba se boji da će se osramotiti pred ljudima, da će ispasti glupa, neobrazovana. Takva osoba izbjegava susrete s većim skupinama ljudi, izbjegava govore na javnom mjestu. Osoba izbjegava izlaske u restorane, uporabu javnih zahoda. Na to se nadovezuju fizički simptomi: znojenje, lupanje srca, drhtanje glasa, udova. Osoba osjeća mučninu i javlja se nagon na povraćanje, glavobolja, napetost mišića. Takve osobe izbjegavat će sva mjesta u kojima bi mogle osjećat nelagodu i sram.
Primjer socijalne fobije je ksenofobija, strah od stranaca.

### Terapija
Koriste se antidepresivi, beta blokatori za fizičke simptome poput drhtanja glasa ili za tjeskobu. Anksiolitici se koriste povremeno. Koriste se također vježbe relaksacije poput abdominalnog disanja, progresivne mišićne relaksacije, autogeni trening. Također terapija izlaganja preplavljivanju, učenje socijalnih vještina.

## Nestvarne fobije

### Šaljive fobije
Neke su takozvane fobije nastale kao pošalice te ne postoje kao strahovi ljudi, ali se pojavljuju u popularnoj kulturi:
- Anatidaefobija – izmišljeni strah od ideje da osobu promatra patka. Naziv potječe od latinskog naziva porodice Anatidae, kojoj patke pripadaju, a nastao je u stripu The Far Side Garyja Larssona.[3]
- Charlofobija – izmišljeni strah od svake osobe imena Charlie ili Charlotte, prvi put spomenut u knjizi A Duck is Watching Me: Strange and Unusual Phobias Bernieja Hobbsa. Nastao je kao pošalica oko diskriminacije prema imenima, koja se proučava na sveučilištima u Kaliforniji, Berkeleyju i Chicagu.[4]
- Luposlipafobija – izmišljeni strah od toga da osobu obuvenu u čarape oko kuhinjskoga stola gone drveni vukovi po svježe ulaštenom podu. Nastala je kao šala u stripu The Far Side Garyja Larssona.[5]